# Kongeriget Holland
Kongeriget Holland (nederlandsk: Koninkrijk Holland; fransk: Royaume de Hollande) var i en kort periode under Napoleonskrigene navnet på en fransk lydstat i Nordvesteuropa. Staten eksisterede fra 1806 til 1810 og blev regeret af Napoleons broder Ludvig Napoleon Bonaparte. Landet svarer stort set til det nuværende Nederlandene.